# Moonlight walker
「Moonlight walker」（ムーンライト ウォーカー）は、A.B.C-Zの1枚目のCDシングル。2015年9月30日にポニー・キャニオンから発売。過去にアルバムやDVDシングルはリリースされてきたが、A.B.C-ZがCDシングルを発売するのは今作が初である。

## 概要
これまでシングルは映像作品の形態で発表してきたA.B.C-Zにとって、初のCDシングルである。
制作
表題曲の「Moonlight walker」は作詞を松井五郎、作曲を馬飼野康二、編曲を船山基紀が手掛け、懐かしい雰囲気の歌謡曲テイストのメロディに現代風のアレンジが光る“大人カッコイイ”ナンバーに仕上げられている。候補にあった3曲の中から「初のシングルCDだから、耳に残る曲がいいね」というメンバー共通の意見をもとに選ばれた楽曲であり、特に河合郁人が推していた。最初は他のメンバーは異なる楽曲を選んでいたが、河合の意見に賛同した戸塚祥太からの「ちょっと古い感じだけど、何か新しいものを足したらおもしろいかもね」という後押しもあり決定した。橋本良亮は爽やか系の曲を選んでいたためレコーディングまでは複雑だったが、歌ってみたら楽しく、これまでのA.B.C-Zっぽさではない意外性のあるこの曲になって良かった、と語っている。
パフォーマンス
「Moonlight walker」のミュージックビデオは、メンバー扮する5人のスパイが1人の女性を巡って奔走する姿を描いたストーリー仕立ての内容となっている。秋の夜なイメージで撮影され、ダークな雰囲気を醸しだしている。2021年11月1日、「Z Project」の企画「History Collection」の第7弾として「DAN DAN Dance!!」とともにポニー・キャニオン公式YouTubeにてミュージックビデオが公開された。
「Moonlight walker」の振付はメンバーの五関晃一が担当。タイトルにかけてムーンウォークをモチーフにした振付がポイントとなっている。冒頭の塚田と五関が倒立した状態で始まる5人での組み体操のようなインパクトのあるポーズは、5人で集まったときに河合に案をもとに考えられたものである。
2015年8月25日 - 30日にTOKYO DOME CITY HALLで行われた『Summer Paradise in TDC　A.B.C-Zグループ公演「A.B.C-Z はじめよう A to Zを!!」』において「Moonlight walker」が初披露された。
2019年に行われたA.B.C-Zと東京ジョイポリスのコラボイベント「A.B.C-Z 5STARS FESTIVAL IN JOYPOLIS」では「プレミアムデジタルライブ」にイベントタイアップ曲「DAN DAN Dance!!」とともに「Moonlight walker」が収録された。プロジェクションマッピングなどを使った臨場感あふれるライブ映像が上映された。

### リリース
初回限定盤A（CD+DVD）（PCCA-04288）、初回限定盤B （CD+DVD）（PCCA-04289）、初回限定盤C（CD+DVD）（PCCA-04290）、通常盤（PCCA-04291）、A.B.C-Z SHOP盤（橋本ver.）（SCCA-00026）、A.B.C-Z SHOP盤（戸塚ver.）（SCCA-00027）、A.B.C-Z SHOP盤（河合ver.）（SCCA-00028）、A.B.C-Z SHOP盤（五関ver.）（SCCA-00029）、A.B.C-Z SHOP盤（塚田ver.）（SCCA-00030）の計9形態で発売。
初回限定盤のDVDの内容はそれぞれ異なる。初回限定盤Aには「Moonlight walker」のMVと五関による「ダンシング五関先生のダンス教室」、初回限定盤BにはMVおよびシングルのジャケット写真の撮影風景、初回限定盤Cには「Moonlight walker」の制作ドキュメンタリー映像が収録されている。またA.B.C-Z SHOP盤のCDには、各メンバーが主人公を演じるオリジナルドラマが音声特典として収録される。通常盤には「Za ABC〜5stars〜」から「SPACE TRAVELERS」までのタイトル曲のスペシャルメドレー「A.B.C-Z Title Songs Medley」が収録される。

## 収録曲

### CD

#### 通常盤・初回限定盤A
※「ラブレター」以降、通常盤のみ収録。
1. Moonlight walker [4:36]
作詞：松井五郎、作曲：馬飼野康二、編曲：船山基紀
2. Smiling Again [3:44]
作詞：三浦徳子、作曲：Fredrik "Figge" Bostrom（英語版）・川口進・Atsushi Shimada、編曲：生田真心
3. ラブレター [4:55]
作詞・作曲：遠藤直弥、編曲：石塚知生
4. A.B.C-Z Title Songs Medley [6:33]
  1. Za ABC〜5stars〜
  2. SPACE TRAVELERS
  3. Legend Story
  4. Twinkle Twinkle A.B.C-Z
  5. Never My Love
  6. Walking on Clouds
  7. ずっとLOVE
  8. Za ABC〜5stars〜
5. Moonlight walker Inst.
6. Smiling Again Inst.
7. ラブレター Inst.

#### 初回限定盤C
1. Moonlight walker
2. Rock Your World [4:01]
作詞：Komei Kobayashi、作曲：Joakim Bjornberg・Christofer Erixon（英語版）・Atsushi Shimada、編曲：鈴木雅也

#### 初回限定盤B
1. Moonlight walker
2. ラブレター

#### A.B.C-Z SHOP盤
1. Moonlight walker
2. オリジナルドラマ
  1. 橋本ver.ABCZ学園ドラマ「どうしたんだ橋本」
  2. 戸塚ver.ABCZ学園ドラマ「修学旅行で戸塚が告白」
  3. 河合ver.ABCZ学園ドラマ「河合、新しい部を作る!」
  4. 五関ver.ABCZ学園ドラマ「なにがやりたいんだ五関」
  5. 塚田ver.ABCZ学園ドラマ「熱いぞ!塚田先生」

### DVD

#### 初回限定盤A
- 「Moonlight walker」Music Clip
- ダンシング五関先生のダンス教室2限目

#### 初回限定盤B
- Making of「Moonlight walker」& Jacket Shooting

#### 初回限定盤C
- A.B.C-Zの「現在」をとらえた 密着ドキュメンタリー!「Za ABC 〜5×Focus〜」

## 特典
- 先着予約特典[11]
  - B3サイズポスター（4種）
- A.B.C-Z SHOP限定特典[12]
  - SHOP盤を5種同時購入でミニクリアファイル（ソロ5人+集合 ver.）
- Sexy Zone A.B.C-Z Summer Paradise in TDC会場内のCD販売コーナー限定特典[13]
  - 初回限定盤A、初回限定盤B、初回限定盤C、通常盤のいずれか1枚を予約ごとに「Moonlight walker」オリジナルポストカード2枚セット（メンバーソロ絵柄+集合絵柄）を1セット
- Loppi・HMV限定特典[14]
  - 初回限定盤A、初回限定盤B、初回限定盤C、通常盤のいずれか1枚を購入でスペシャル・ショッピングバッグを1枚

## 批評
音楽プロデューサーの西寺郷太は「Moonlight walker」を「“ジャニーズ芸術”の極致」と評価している。これは作詞・作曲・編曲をそれぞれ担当した、松井五郎、馬飼野康二、船山基紀が「いずれ劣らぬ“日本音楽史上にきらめくジーニアス”」であることに由来している。また同曲の特徴として、ダンスや衣装、タイトルも含め、スパイ映画的サスペンスの香りも漂うマイケル・ジャクソン風味を挙げている。一方でジャニー喜多川好みのマイアミサウンド的なパーカッシブでリズミックな魅力もある、と述べている。西寺は、曲中の戸塚と河合のセリフ「What's your name?」がジャニーからのアイデアである、という点について、同じく馬飼野康二が作曲した少年隊「What's your name?」を連想するとし、ジャニーからA.B.C-Zに対する愛情を強く感じた、と言及している。
批評家・DJの矢野利裕は「Moonlight walker」を太いベースと打ち込みのビートを背後に、トランペットストリングス、ティンバレスが派手に鳴り響く、現代版ラテン・ディスコである、と述べ、KAT-TUN「KISS KISS KISS」に続いて、KinKi Kids「硝子の少年」的な、哀愁漂うジャニーズ・ラテン・ディスコの系譜に加えるべき一曲だ、と評価している。日本のポピュラー音楽にはある時期までラテンの風味というものが色濃くあり、「Moonlight walker」がダンス・ミュージックであるとともに、そのような歌謡曲のラインにつながっていることを主張している。
矢野はカップリングの「Smiling Again」については、カッティング・ギターとストリングスに彩られたディスコティックな曲である、と述べている。また通常盤に収録されている「A.B.C-Z Title Songs Medley」については、ミュージカルを意識して「Medley」と銘打っているものの、ディスコティックな曲が並んでいるためDJミックス的になる、と語る。とくに同曲における「SPACE TRAVELERS」のイントロは、あきらかにDJミックス的な気持ち良さを獲得している、と評価している。

## チャート成績
2015年10月12日付の「オリコン週間シングルランキング」にて1位を獲得。初動売上枚数は8.0万枚。